# فیتسبک
فیتسبک (به آلمانی: Fitzbek) یک شهر در آلمان است که در اشتاینبورگ واقع شده‌است.
 فیتسبک  ۳۷۲ نفر جمعیت دارد.